# Hello! Sandybell
Hello! Sandybell (ハロー!サンディベル, Haro! Sandiberu) este un serial anime creat după o idee originală a lui Jinbo Shiro și produs de Toei Animation în 1981. A fost difuzat în Japonia pe TV Asahi pe 6 martie 1981.
În titlul original, când a fost făcut pentru prima dată în Japonia, un „E” a fost adăugat la titlu; „Sandybelle”.
Similar cu Silver Fang, serialul este relativ necunoscut în Statele Unite ale Americii, dar a fost destul de popular în Asia, America Latină, țările arabe și Europa, în special în Scandinavia și România. A fost difuzat pentru prima dată în Franța pe La Cinq la sfârșitul anilor 1980, începând cu 15 aprilie 1988. Sandybell are aproximativ 15-18 ani.
În România serialul a început să fie difuzat în anii ''90.

### Poveste
Sandybell este povestea unei fete care locuiește în Scoția împreună cu tatăl ei. Ea își petrece timpul jucându-se cu câinele ei credincios (Oliver, în versiunea franceză Tambour) și cu prietenii săi. Într-o zi, o întâlnește pe Contesa de Wellington, o femeie cu suflet bun care locuiește în castelul de lângă satul lor. De asemenea, o întâlnește pe Kitty, o tânără arogantă care locuiește în conacul mare de la marginea satului.
Kitty o urăște pe Sandy și o vizitează constant pe Contesă în speranța de a câștiga dragostea și interesul fiului acesteia, Marc, care însă se îndrăgostește de Sandy. Contesa îi oferă lui Sandy un crin alb, pe care ea îl plantează în afara satului. De asemenea, aduce și alte flori și le plantează în jurul crinului, creând o mică grădină de flori. Sandybell prețuiește crinul deoarece îi amintește de mama sa decedată.
Ca urmare a unor evenimente nefericite, Sandy merge la Londra.
Sandybell devine jurnalistă datorită dorinței de a descoperi adevărul, de a ajuta oamenii și de a împărtăși povești impresionante din întreaga lume. Încă din copilărie, avea un spirit curios și o dorință puternică de a înțelege lumea din jurul ei. Pe măsură ce crește, își dă seama că meseria de jurnalist îi oferă oportunitatea perfectă de a explora locuri noi, de a cunoaște oameni interesanți și de a face o diferență prin relatările sale. În tot acest timp, Marc, fiul Contesei de Wellington, își urmează propriul drum. Deși o iubea pe Sandy, circumstanțele îi separă pentru o vreme. Marc se ascunde de Sandy deoarece i-a promis că o va întâlni din nou doar atunci când va deveni un pictor de succes. Călătoriile lor îi aduc mereu aproape, dar soarta îi desparte de fiecare dată.
Scopul lui Sandybell pe parcursul serialului este să-și găsească mama. În ultimele episoade, cele două se reunesc în sfârșit. Cu toate acestea, când se întâlnesc, Sandybell descoperă că mama sa suferă de amnezie și nu reușește să o convingă că este fiica ei. Mai târziu, când un copil cade în apă și Sandy îl salvează, mama sa are flashback-uri și își amintește trecutul.

În final, toate personajele din Hello! Sandybell se maturizează și își găsesc drumul în viață, chiar și Kitty, care învață lecții importante despre iubire, înțelegere și acceptare. Chiar dacă toți cei din jurul ei se schimbă și evoluează, Sandy își păstrează în inimă esența bunătății și speranței, reamintindu-ne tuturor că adevărata frumusețe vine din puritate și autenticitate.